# Emergent literacy
Emergent literacy är en språkvetenskaplig och pedagogisk term för individens förberedelse inför att skaffa sig skriftspråklighet (literacy), vilket sker under och före de första skolåren då personen börjar lära sig läsa och skriva.  Emergent literacy förutsätter teorin att skriftspråkligheten börjar med en bekantskap med bokstäver och böckernas värld vilket barn vanligen skaffar sig tidigt efter födseln då de kommer i kontakt med litteratur. Till emergent literacy hör exempelvis att veta vilket håll boken ska läsas från, att bokstäver representerar ljud, och vilka möjliga ljudkombinationer (fonem) språket innehåller.
Läsandet brukar börja innan barnet kan läsa text, genom att barnet exempelvis berättar historier utifrån bokens bilder. Redan då lär sig barnen att böcker har en berättarstruktur och ett betydelsebärande innehåll. Senare börjar barn lära sig att bokens bokstäver representerar ljud. Till emergent literacy hör också förtrogenheten med böcker som fysiska objekt, med andra objekt som förmedlar text, och att socialiseras till en läsande kultur. En annan central förutsättning för skriftspråklighet är lexikala och strukturella (grammatiska) kunskaper i modersmålet. 
I vissa kulturer skiljer sig skriftspråket mycket från talspråket, så exempelvis i arabiskan, vilket kan försvåra skriftspråkligheten. Att vara bekant med sådan skillnad räknas också till emergent literacy, och därmed är emergent literacy också en del av den kulturella socialisationen.